# Wrong One to Fuck With
Wrong One to Fuck With es el octavo disco de la banda de Brutal Death Metal estadounidense, Dying Fetus, publicado el 23 de junio de 2017 por Relapse Records

## Publicidad del álbum
Este álbum fue promocionado por medio de tres sencillos los cuales son Fixated On Devastation (Publicado el 20 de abril de 2017), Panic Amongst The Herd (Publicado el 17 de mayo de 2017) y Die With Integrity (Publicado el 13 de junio de 2017).
A la vez, se publicó en el canal de YouTube de la banda, un video bastante humorístico titulado "Death Metal Lawers", en el cual se mostraba a los integrantes de la banda como abogados mientras de fondo se escuchaban riffs típicos del Death Metal.

## Lista de canciones
Todas las canciones escritas y compuestas por [[Dying Fetus (band)|Dying Fetus]. 
| N.º   | Título                    | Duración |  |
| 1.    | «Fixated On Devastation»  | 4:05     |  |
| 2.    | «Panic Amongst The Herd»  | 3:18     |  |
| 3.    | «Die With Integrity»      | 5:14     |  |
| 4.    | «Reveling In The Abyss»   | 6:29     |  |
| 5.    | «Seething With Disdain»   | 5:33     |  |
| 6.    | «Ideological Subjugation» | 5:19     |  |
| 7.    | «Weaken The Structure»    | 5:01     |  |
| 8.    | «Fallacy»                 | 4:30     |  |
| 9.    | «Unmitigated Detestation» | 5:20     |  |
| 10.   | «Wrong One To Fuck With»  | 4:52     |  |
| 49:41 |                           |          |  |

## Edición especial
Todas las canciones escritas y compuestas por Lamb of God. 
| N.º | Título                        | Duración |  |
| 11. | «Induce Terror (Bonus Track)» | 4:18     |  |

## Personal
- John Galagher – Guitarra, voz
- Sean Beasley – Bajo, voz
- Trey Williams – Batería

- Datos: Q30526104